# فاسيلي ديهيليانو
فاسيلي ديهيليانو (بالرومانية: Vasile Deheleanu)‏ (12 أغسطس 1910 - 30 أبريل 2003) لاعب كرة قدم روماني راحل كان يجيد اللعب في خط الوسط.
لعب طوال مسيرته الرياضية في أندية أونيريا تيميشوارا (1924-1925) بوليتيهنيكا تيميشوارا (1925-1928) رومانيا كلوج (1928-1931) ريشيتا (1931-1932) ريبنسيا تيميشوارا (1932-1939).
مثل منتخب رومانيا في 5 مباريات (1934-1935). شارك مع منتخب رومانيا في بطولة كأس العالم 1934 في إيطاليا حيث خرج من الدور الثمن النهائي.
تولى تدريب نادي بوليتيهنيكا تيميشوارا (1950) (1955-1956) (1958-1959).

## وصلات خارجية
- فاسيلي ديهيليانو على موقع الاتحاد الدولي (مؤرشف)  (الإنجليزية)
- فاسيلي ديهيليانو على موقع قاعدة بيانات كرة القدم.إي يو (الإنجليزية)
- فاسيلي ديهيليانو على موقع ناشيونال فوتبول تيمز (الإنجليزية)
- فاسيلي ديهيليانو على موقع Soccerway.com (الإنجليزية)
- فاسيلي ديهيليانو على موقع عالم كرة القدم.نت (الإنجليزية)

- سيرة ذاتية